# Naroi
Naroi ist der Hauptort der fidschianischen Insel Moala. Naroi liegt im Nordosten der Insel, wo sich auch der Flughafen der Insel Moala Airport (IATA-Code:MFJ) befindet. 

## Einwohnerentwicklung
- 1921: 240
- 1936: 194 (sowie 60 im neu gegründeten Nachbarort Namoala)
- 1946: 245 (49)
- 1955: 340 (Namoala war inzwischen wüst gefallen, die Einwohner nach Naroi zurückgekehrt)[1]